# Oxira jucunda
Oxira jucunda är en fjärilsart som beskrevs av Walker 1857. Oxira jucunda ingår i släktet Oxira och familjen nattflyn. Inga underarter finns listade i Catalogue of Life.